# Byens Don Juan
Byens Don Juan er en dansk stumfilm fra 1924, der er instrueret af Gerhard Jessen.

## Handling
Denne artikel mangler et handlingsreferat. Hjælp os med at skrive det.